# Pol-Clovis Boël
Pour les articles homonymes, voir Famille Boël et Boël.
Pol-Clovis, baron Boël, né à Saint-Vaast (Belgique), le 2 août 1868 et décédé à Bruxelles le 13 juillet 1941 fut un homme politique belge francophone libéral.

## Biographie
Pol-Clovis Boël est le fils de Gustave Boël, l'époux de Marthe de Kerchove de Denterghem (fille d'Oswald de Kerchove de Denterghem), le père de René Boël (en) (lui-même père d'Yves et Pol Boël) et le beau-père de Charles-Emmanuel Janssen. Il est anobli et baron en 1930.
Il fut ingénieur civil et industriel.
Il fut conseiller communal à La Louvière et membre du parlement,,.